# Karnice, Hạt Łobez
Karnice [karˈnit͡sɛ] (tiếng Đức: Karnitz) là một ngôi làng thuộc khu hành chính của Gmina Radowo Małe, thuộc quận Łobez, West Pomeranian Voivodeship, ở phía tây bắc Ba Lan. Nó nằm khoảng 5 kilômét (3 mi) về phía đông bắc của Radowo Małe, 11 km (7 mi) phía tây bắc của Łobez và 67 km (42 mi) về phía đông bắc của thủ đô khu vực Szczecin.